# Tijjani Babangida
Tijjani Babangida (ur. 25 września 1973 w Kadunie) – nigeryjski piłkarz.
Znany był ze swojej szybkości i często porównywany Marca Overmarsa. Babangida spędził większość kariery w Ajaxie. W swojej karierze grał w pięciu państwach na trzech różnych kontynentach. Przez dziewięć lat grał w Holandii – dla VVV Venlo, Roody JC oraz Ajaxu, z którym zdobył mistrzostwo Holandii oraz krajowy puchar.
Rozegrał 37 meczów w narodowej reprezentacji, w tym cztery na Mistrzostwach Świata w Piłce Nożnej 1998 we Francji. Zadebiutował w niej w 1994 roku. Wziął udział w dwóch turniejach o Puchar Narodów Afryki i zdobył złoto olimpijskie w 1996. Stracił miejsce w składzie przed Mistrzostwami Świata w 2002. Po dwóch latach rozbratu z reprezentacją, został powołany na przygotowania nigeryjskiej drużyny w Portugalii do Pucharu Narodów Afryki 2004.

## Życie prywatne
Babangida, skrótowo określany także jako „TJ”, urodził się w dużej rodzinie w mieście Kaduna w 1973 roku. Jego żona Rabah to siostra żony Daniela Amokachiego. Dwóch z jego dziewięciu braci Ibrahim i Haruna są również zawodowymi piłkarzami. Pierwszy z nich przez pięć lat grał w Volendam, a drugi jest najmłodszym piłkarzem w historii hiszpańskiej piłki nożnej, który miał w kontrakcie zawartą klauzulę sprzedaży, oraz był drugim najmłodszym piłkarzem grającym w FC Barcelona. W trakcie swojego debiutu w 1998 roku miał piętnaście lat.
W 2004 Babangida podpisał umowę na 2 miliony dolarów, aby zapewnić Nigerii wysokiej jakości piłki nożnej. W tym samym roku otworzył nowoczesne centrum handlowe w Kadunie. Zaraz po zakończeniu piłkarskiej kariery rozpoczął pracę agenta piłkarskiego.

## Kariera klubowa

### Początki kariery
W 1991 roku, siedemnastoletni Babangida po występie na Cairo 91 All African Games opuścił miejscowy klub Niger Tornadoes, aby podpisać kontrakt z holenderskim klubem Roda JC Kerkrade występującym w Eredivisie. Piłkarz został wypożyczony z Rody do ligowych rywali VVV Venlo do końca sezonu. Babangida wystąpił w sześciu ligowych meczach, strzelając trzy gole w drugiej części sezonu 1991/1992. Mimo iż Venlo spadło do Eerste divisie, Babangida pozostał w klubie na następny rok.
Sezon 1992/1993 stał się dla Babangidy przełomowym, gdyż jego 16 trafień pomogło Venlo dostać się na sam szczyt Eerste Divisie i powrócić do najwyższej klasy rozgrywek w Holandii. W następnym sezonie Babangida powrócił do Rody, od razu stając się graczem pierwszego zespołu. Wystąpił w 29 spotkaniach ligowych, strzelając 11 goli.
Babangida spędził jeszcze dwa sezony w Rodzie. W sezonie 1995/1996 został królem strzelców Eredivisie z łączną liczbą 10 trafień. Rok 1995 był pierwszym rokiem Babangidy w europejskich pucharach. Strzelił gola w zwycięskim meczu pierwszej rundy Pucharu UEFA z Olimpiją Lublana. Roda pokonała słoweński klub 5:2 w dwumeczu, ale przegrała z 27-krotnym mistrzem Portugalii – Benfiką w drugiej rundzie. Występy w europejskich pucharach i lidze doprowadziły do zainteresowania Babangidą Ajaxu. Trener tego klubu Louis van Gaal szukał piłkarza na miejsce rodaka Babangidy Finidiego George’a, który odszedł do Betisu.

### Ajax Amsterdam
Babangida dołączył do Ajaxu latem 1996 roku. Został zakupiony przez klub z Amsterdamu za 5 milionów dolarów. Wystąpił w 29 ligowych meczach, strzelając 4 gole w swoim pierwszym sezonie w nowym zespole. Babangida odegrał ważną rolę w meczach Ajaxu w europejskich pucharach. Strzelił 3 gole, między innymi przeciwko AJ Auxerre w fazie grupowej i zwycięski gol w ćwierćfinale Ligi Mistrzów z Atlético Madryt na Estadio Vicente Calderón, co dało Ajaxowi awans do półfinału tych rozgrywek.
W drugim sezonie pomógł on w wywalczeniu przez Ajax kolejnego mistrzostwa Holandii z 39 punktową przewagą nad PSV Eindhoven. Podczas gdy jego 13 ligowych goli w 26 meczach uczyniły go trzecim strzelcem zespołu, za Gruzinem Szotą Arweladze i fińskim napastnikiem Jarim Litmanenem. Ajax zdobył drugie trofeum zwyciężając 5:0 PSV Eindhoven w finale Pucharu Holandii, w którym Nigeryjczyk strzelił pierwszego gola.
Pod koniec 1998 roku los Babangidy zaczął ulegać zmianie. Stopniowo zaczął tracić miejsce w składzie, gdyż Morten Olsen szukał sposobu na niekonsekwentne występy drużyny w lidze i w europejskich pucharach. Babangida rozpoczął dwa mecze w wyjściowej jedenastce w rozgrywkach Ligi Mistrzów. Jednak zespół zajął ostatnie miejsce w grupie, przegrywając z Olympiakosem, Dinamo Zagrzeb i FC Porto. Łącznie Babangida wystąpił w 18 ligowych meczach w dla Ajaxu w tym sezonie, zaczynając mecze w wyjściowej jedenastce siedmiokrotnie. Nie odegrał on także dużej roli w finale Pucharu Holandii, gdzie Ajax zdołał obronić trofeum pokonując Fortunę Sittard.
W sezonie 1999/2000 Babangida występował jeszcze rzadziej niż rok wcześniej, grając w 8 ligowych spotkaniach. W pierwszej połowie sezonu 2000/2001 nie wystąpił w żadnym meczu. W trakcie trwania rozgrywek, Ajax doszedł do porozumienia z tureckim klubem Gençlerbirliği, występującym w Süper Lig, który wypożyczył Babangidę na pół roku do końca sezonu.

### Dalsza kariera
Wraz z końcem półrocznego wypożyczenia Babangidy do klubu z Ankary skończyła się jego kariera w Turcji. Gençlerbirliği nie było zainteresowane kontynuowaniem współpracy z piłkarzem i ten musiał szukać sobie nowego klubu. Rozglądając się za nowym zespołem, z dala od Holandii, Babangida był blisko podpisania kontraktu z francuskim AJ Auxerre, ale w ostatniej chwili otrzymał telefon od Ronalda Koemana i zgodził się dołączyć do Vitesse na zasadzie wypożyczenia. Został zawodnikiem pierwszego zespołu prowadzonego przez Koemana, lecz wraz ze zmianą szkoleniowca, gdy Ronald Koeman odszedł do Ajaxu i został zastąpiony przez Edwarda Sturinga, Babangida stracił miejsce w składzie.
Zdecydował się na sześciomiesięczne wypożyczenie do Ittihad FC z Arabii Saudyjskiej w 2002 roku. W klubie z Dżuddy dołączył do byłego reprezentanta Brazylii Bebeto i dawnego snajpera Liverpoolu Titi Camary. Jednak opuścił zespół w listopadzie po nieporozumieniach z brazylijskim trenerem José Oscarem Bernardim, który chciał, aby Babangida grał bardziej defensywnie. W celu przerwania impasu z Ajaxem, Babangida powrócił do Amsterdamu, z myślą rozwiązania kontraktu z klubem. Obydwie strony doszły do porozumienia 30 kwietnia 2003 roku, czyli trzy lata po rozegraniu przez Babangidę ostatniego meczu w barwach Ajaxu. Kontrakt piłkarza został ostatecznie rozwiązany.
Babangida, jako wolny agent, latem 2003 roku przeszedł udany okres próbny w pierwszoligowym chińskim klubie Tianjin Teda. Jednak ta transakcja nie doszła do skutku z powodu wybuchu epidemii SARS w Chinach. Ostatecznie Babangida znalazł w niedługim czasie zatrudnienie w drugoligowym Changchun Yatai. Jego 4 gole w drugiej części sezonu pomogły drużynie w zdobyciu tytułu Jia B i zapewniły mu powrót do narodowej drużyny na przygotowania do Puchar Narodów Afryki 2004. W następnym sezonie Babangida zdążył jeszcze strzelić 4 gole dla Yatai i postanowił odejść na piłkarską emeryturę.

## Kariera reprezentacyjna
Babangida otrzymał pierwsze powołanie do reprezentacji Nigerii przed mistrzostwami świata na mecz towarzyski z Rumunią w 1994 roku. Następnie zagrał w meczu towarzyskim z Gruzją, ale nie znalazł się w ostatecznym składzie na Mistrzostwa Świata w Piłce Nożnej 1994.
Międzynarodowe szanse Tijjaniego były ograniczone, gdyż wyższe notowania u selekcjonerów miał jego kolega Finidi George. Babangida odegrał istotną rolę w swojej drużynie na zwycięskich Igrzyskach olimpijskich w Atlancie w 1996 roku, gdzie reprezentacji Nigerii zostawiła w pokonanym polu między innymi Brazylię i Argentynę. W skład tych drużyn wchodzili tacy piłkarze jak: Dida, Roberto Carlos, Bebeto, Ronaldo, Rivaldo, Hernan Crespo, Claudio López, Ariel Ortega i Diego Simeone. Babangida wziął udział w Mistrzostwach Świata w Piłce Nożnej 1998, grając łącznie 120 minut. Jeden mecz rozpoczął w wyjściowej jedenastce, a w trzech wchodził z ławki rezerwowych. Zdołał strzelić jedną bramkę w drugiej rundzie przeciwko Danii. W styczniu 2001 roku Babangida pojawił się na meczu pokazowym na Yokohama International Stadium (znany dzisiaj jako Nissan Stadium), grając przeciwko zjednoczonej drużynie Japonii oraz Korei Południowej.
Babangida zadebiutował na Pucharze Narodów Afryki w 2000 roku, ponieważ reprezentacja Nigerii wycofała się z turnieju w 1996 roku w Republice Południowej Afryki z powodów politycznych i opuściła Puchar Narodów Afryki 1998 w Burkina Faso przez dyskwalifikację. Babangida strzelił dwa gole przeciwko Afryce Południowej, co pomogło Nigerii dostać się do finału, gdzie zostali minimalnie pokonani w rzutach karnych. Wystąpił w pięciu meczach swojej drużyny, zaczynając w wyjściowej jedenastce dwa z nich.
Następnie uczestniczył w eliminacjach do Mistrzostw Świata w Piłce Nożnej 2002, strzelając dwie bramki w pierwszej połowie ostatniego meczu przeciwko reprezentacji Ghany. To zwycięstwo zapewniło Nigerii udział w mistrzostwach świata. Babangida zagrał we wszystkich meczach swojej drużyny w Pucharze Narodów Afryki 2002, ale przegrał rywalizację o miejsce w składzie na mistrzostwach świata, z bardziej doświadczonymi zawodnikami Sundayem Olisehem i Finidim George’em. Piłkarz został ponownie powołany na zgrupowanie w Faro w Portugalii w 2004 roku, ale nie znalazł się w ostatecznym składzie, czyniąc Puchar Narodów Afryki 2002 jego ostatnim poważnym międzynarodowym turniejem.